# Grande Prêmio da Grã-Bretanha de 1987
Resultados do Grande Prêmio da Grã-Bretanha de Fórmula 1 realizado em Silverstone em 12 de julho de 1987. Sétima etapa do campeonato, foi vencido pelo britânico Nigel Mansell, que subiu ao pódio junto a Nelson Piquet numa dobradinha da Williams-Honda, com Ayrton Senna em terceiro pela Lotus-Honda.

## Resumo
Na 35ª volta, Nigel Mansell vai aos boxes colocar novo jogo de pneus. Retorna ao circuito 28 segundos atrás de Nelson Piquet que resolve não fazer o mesmo, e segue adiante. Mansell inicia uma irresistível recuperação, diminuindo a diferença para o seu companheiro de equipe a razão de 1,5 segundo por volta. Faltando quatro voltas para o final, Mansell colou em Piquet. No meio da reta do Hangar, ele prepara a ultrapassagem. O piloto inglês joga o seu carro para a esquerda, buscando o lado de fora da pista; Piquet o bloqueia, mas Mansell volta para a direita, retardando o ponto de freada e chegando ao ponto de tangência da Curva Stowe por dentro. Uma manobra plasticamente bela e inteligente. O inglês vence, mas não conseguiria terminar a sua volta da consagração. O combustível acabou. Uma multidão invadiu a pista e cercou a Williams. Foi um grande dia para Mansell!

## Classificação

### Treino classificatório
| Grid de largada | Grid de largada | Grid de largada    | Grid de largada        | Grid de largada | Grid de largada |
| Pos.            | Nº              | Piloto             | Chassi/Motor           | Tempo           | Diferença       |
| --------------- | --------------- | ------------------ | ---------------------- | --------------- | --------------- |
| 1               | 6               | Nelson Piquet      | Williams-Honda         | 1:07.110        | —               |
| 2               | 5               | Nigel Mansell      | Williams-Honda         | 1:07.180        | + 0.070         |
| 3               | 12              | Ayrton Senna       | Lotus-Honda            | 1:08.181        | + 1.071         |
| 4               | 1               | Alain Prost        | McLaren-TAG/Porsche    | 1:08.577        | + 1.467         |
| 5               | 20              | Thierry Boutsen    | Benetton-Ford          | 1:08.972        | + 1.862         |
| 6               | 19              | Teo Fabi           | Benetton-Ford          | 1:09.246        | + 2.136         |
| 7               | 27              | Michele Alboreto   | Ferrari                | 1:09.274        | + 2.164         |
| 8               | 28              | Gerhard Berger     | Ferrari                | 1:09.408        | + 2.298         |
| 9               | 8               | Andrea de Cesaris  | Brabham-BMW            | 1:09.475        | + 2.365         |
| 10              | 2               | Stefan Johansson   | McLaren-TAG/Porsche    | 1:09.541        | + 2.431         |
| 11              | 7               | Riccardo Patrese   | Brabham-BMW            | 1:10.012        | + 2.902         |
| 12              | 11              | Satoru Nakajima    | Lotus-Honda            | 1:10.619        | + 3.509         |
| 13              | 17              | Derek Warwick      | Arrows-Megatron        | 1:10.654        | + 3.544         |
| 14              | 18              | Eddie Cheever      | Arrows-Megatron        | 1:11.053        | + 3.943         |
| 15              | 24              | Alessandro Nannini | Minardi-Motori Moderni | 1:12.293        | + 5.183         |
| 16              | 25              | René Arnoux        | Ligier-Megatron        | 1:12.402        | + 5.292         |
| 17              | 9               | Martin Brundle     | Zakspeed               | 1:12.632        | + 5.522         |
| 18              | 10              | Christian Danner   | Zakspeed               | 1:13.337        | + 6.227         |
| 19              | 26              | Piercarlo Ghinzani | Ligier-Megatron        | 1:13.381        | + 6.271         |
| 20              | 23              | Adrian Campos      | Minardi-Motori Moderni | 1:13.793        | + 6.683         |
| 21              | 21              | Alex Caffi         | Osella-Alfa Romeo      | 1:15.558        | + 8.448         |
| 22              | 30              | Philippe Alliot    | Lola-Ford              | 1:15.868        | + 8.758         |
| 23              | 4               | Philippe Streiff   | Tyrrell-Ford           | 1:16.524        | + 9.414         |
| 24              | 3               | Jonathan Palmer    | Tyrrell-Ford           | 1:16.644        | + 9.534         |
| 25              | 16              | Ivan Capelli       | March-Ford             | 1:16.692        | + 9.582         |
| 26              | 14              | Pascal Fabre       | AGS-Ford               | 1:18.237        | + 11.127        |

### Corrida
| Pos. | Nº | Piloto             | Construtor             | Voltas | Tempo/Diferença        | Grid | Pontos     |
| ---- | -- | ------------------ | ---------------------- | ------ | ---------------------- | ---- | ---------- |
| 1    | 5  | Nigel Mansell      | Williams-Honda         | 65     | 1:19'11"780            | 2    | 9          |
| 2    | 6  | Nelson Piquet      | Williams-Honda         | 65     | + 1"918                | 1    | 6          |
| 3    | 12 | Ayrton Senna       | Lotus-Honda            | 64     | + 1 volta              | 3    | 4          |
| 4    | 11 | Satoru Nakajima    | Lotus-Honda            | 63     | + 2 voltas             | 12   | 3          |
| 5    | 17 | Derek Warwick      | Arrows-Megatron        | 63     | + 2 voltas             | 13   | 2          |
| 6    | 19 | Teo Fabi           | Benetton-Ford          | 63     | + 2 voltas             | 6    | 1          |
| 7    | 20 | Thierry Boutsen    | Benetton-Ford          | 62     | + 3 voltas             | 5    |            |
| 8    | 3  | Jonathan Palmer    | Tyrrell-Ford           | 60     | + 5 voltas             | 23   |            |
| 9    | 14 | Pascal Fabre       | AGS-Ford               | 59     | + 6 voltas             | 25   |            |
| Ret  | 4  | Philippe Streiff   | Tyrrell-Ford           | 57     | Motor                  | 22   |            |
| NC   | 9  | Martin Brundle     | Zakspeed               | 54     | Não classificado       | 17   |            |
| Ret  | 1  | Alain Prost        | McLaren-TAG/Porsche    | 53     | Motor                  | 4    |            |
| Ret  | 27 | Michele Alboreto   | Ferrari                | 52     | Suspensão              | 7    |            |
| Ret  | 18 | Eddie Cheever      | Arrows-Megatron        | 45     | Motor                  | 14   |            |
| Ret  | 23 | Adrian Campos      | Minardi-Motori Moderni | 34     | Sistema de combustível | 19   |            |
| Ret  | 21 | Alex Caffi         | Osella-Alfa Romeo      | 32     | Motor                  | 20   |            |
| Ret  | 10 | Christian Danner   | Zakspeed               | 32     | Câmbio                 | 18   |            |
| Ret  | 7  | Riccardo Patrese   | Brabham-BMW            | 28     | Turbo                  | 11   |            |
| Ret  | 2  | Stefan Johansson   | McLaren-TAG/Porsche    | 18     | Motor                  | 10   |            |
| Ret  | 24 | Alessandro Nannini | Minardi-Motori Moderni | 10     | Motor                  | 15   |            |
| Ret  | 8  | Andrea de Cesaris  | Brabham-BMW            | 8      | Turbo                  | 9    |            |
| Ret  | 28 | Gerhard Berger     | Ferrari                | 7      | Acidente               | 8    |            |
| Ret  | 30 | Philippe Alliot    | Lola-Ford              | 7      | Câmbio                 | 21   |            |
| Ret  | 25 | René Arnoux        | Ligier-Megatron        | 3      | Pane elétrica          | 16   |            |
| Ret  | 16 | Ivan Capelli       | March-Ford             | 3      | Acidente               | 24   |            |
| EXC  | 26 | Piercarlo Ghinzani | Ligier-Megatron        | 0      | Excluído               | 19   | [ nota 3 ] |

## Tabela do campeonato após a corrida
| Pos. | Piloto           | Pontos |
| ---- | ---------------- | ------ |
| 1    | Ayrton Senna     | 31     |
| 2    | Nigel Mansell    | 30     |
| 3    | Nelson Piquet    | 30     |
| 4    | Alain Prost      | 26     |
| 5    | Stefan Johansson | 13     |

| Pos. | Equipe          | Pontos |
| ---- | --------------- | ------ |
| 1    | Williams-Honda  | 60     |
| 2    | McLaren-TAG     | 39     |
| 3    | Lotus-Honda     | 37     |
| 4    | Ferrari         | 17     |
| 5    | Arrows-Megatron | 6      |

| Pos. | Piloto           | Pontos |
| ---- | ---------------- | ------ |
| 1    | Jonathan Palmer  | 42     |
| 2    | Pascal Fabre     | 34     |
| 3    | Philippe Streiff | 30     |
| 4    | Philippe Alliot  | 15     |
| 5    | Ivan Capelli     | 6      |

| Pos. | Equipe       | Pontos |
| ---- | ------------ | ------ |
| 1    | Tyrrell-Ford | 72     |
| 2    | AGS-Ford     | 32     |
| 3    | Lola-Ford    | 15     |
| 4    | March-Ford   | 6      |

- Nota: Somente as primeiras cinco posições estão listadas. Entre 1981 e 1990 cada piloto podia computar onze resultados válidos por temporada não havendo descartes no mundial de construtores.